# モスレム・アナトゥフ
モスレム・アナトゥフ（Moslem Anatouf, 2006年5月8日 - ）は、アルジェリアのティンドゥフ県ティンドゥフ出身のサッカー選手。アルジェリア・シャンピオナ・ナシオナルのMCアルジェU-21所属。ポジションはフォワード。

## 経歴
2021年からシディ・ベル・アッベスにあるアカデミーでトレーニングを積んだ。
2023年からユースチームでプレーした。同年10月11日にはイギリスの大手新聞『ガーディアン』から、2006年生まれで最も有望な選手の一人に選出された。

## 代表歴
2022年のU-17 アラブカップにアルジェリア代表として出場し、6試合で2得点を記録して優勝に貢献。MVPを受賞した。
2023年のアフリカ U-17ネイションズカップでは、ソマリアとの開幕戦で2得点を記録して勝利に貢献した。続く試合でセネガルに0-3で敗れてトーナメント敗退となり、試合後にファンに謝罪した。